# Andalucia Open
L'Andalucia Open, noto anche come AnyTech365 Andalucia Open, è stato un torneo di tennis maschile di categoria ATP 250 che si è tenuto una sola volta, nel 2021, a Marbella (Spagna), al Club de Tennis Puente Romano nella prima settimana del mese di Aprile.

## Albo d'oro

### Singolare
| Anno | Vincitore           | Finalista   | Punteggio     |
| ---- | ------------------- | ----------- | ------------- |
| 2021 | Pablo Carreño Busta | Jaume Munar | 6–1, 2–6, 6–4 |

### Doppio
| Anno | Vincitori                   | Finalisti                   | Punteggio |
| ---- | --------------------------- | --------------------------- | --------- |
| 2021 | Ariel Behar Gonzalo Escobar | Tomislav Brkić Nikola Ćaćić | 6–2, 6–4  |